# Nejdelší den
Nejdelší den (The Longest Day) je válečný film z roku 1962 dle námětu pocházejícího z historické knihy z roku 1959 Nejdelší den Cornelia Ryana, o „Dni D, tedy vylodění v Normandii 6. června 1944 během druhé světové války.
Producent Darryl F. Zanuck zaplatil za práva na zfilmování autorovi knihy Corneliu Ryanovi 175 000 $.[zdroj⁠?!] Na adaptaci knihy pro film se podíleli Romain Gary, James Jones, David Pursall, Jack Seddon a sám Cornelius Ryan. Režie: Ken Annakin (britské a francouzské exteriéry), Andrew Marton (americké exteriéry), Gerd Oswald (scéna seskoku parašutistů), Bernhard Wicki (německé scény) a Darryl F. Zanuck (neuvedeno).
Mnoho vojenských konzultantů a poradců, kteří pomáhali při realizaci tohoto snímku, se aktivně podílelo na vylodění v Normandii a někteří z nich jsou i v tomto filmu ztvárněni. Producenti vybírali z obou válčících stran; Spojence a Němce. Mezi nimi byli Günther Blumentritt (německý generál), James M. Gavin (americký generál), Frederick E. Morgan (velitel štábu SHAEF), John Howard (který vedl výsadkovou jednotku při operaci Pegasus Bridge), Lord Lovat (který velel speciální brigádě), Philippe Kieffer (který vedl jednotku v operaci Ouistreham), Marie Pierre Koenig (který velel francouzským jednotkám v Anglii), Max Pemsel (německý generál), Werner Pluskat (major, který jako první německý důstojník spatřil spojenecké lodě), Josef "Pips" Priller (horkokrevný pilot) a Lucie Rommel (vdova po Erwinu Rommelovi).
Tento snímek se liší od tehdejších filmů o druhé světové válce tím, že všechny postavy mluví svým vlastním jazykem, s titulky v anglickém jazyce, německy nebo francouzsky. Existuje i druhá verze, natáčená simultánně, ve které všichni herci mluví anglicky, což je vidět i ve filmovém traileru. Tuto verzi je možné zhlédnout na DVD. Používání nacistických stereotypů se film vyhýbá, a většina německých postav je znázorňována jako lidské bytosti. Německý pozdrav "Sieg Heil", se také ve filmu nepoužívá, ačkoliv se objevuje v obrazové složce jakožto nápis na bunkru v Ouistrehamu.
Jde o jeden z velmi mála černobílých filmů ze 60. let, ve kterém účinkuje mnoho známých herců, mimo jiné i Kenneth More, Richard Todd (který se zúčastnil i opravdové invaze), Richard Burton, Robert Mitchum, Sean Connery, Henry Fonda, Red Buttons, Leo Genn, Peter Lawford, Gert Fröbe, John Wayne, Irina Demick, Curd Jürgens, Mel Ferrer, Bourvil a Robert Wagner. Několik z těchto herců hrálo roli cameo.
Celý děj filmu se odehrává během dvou dnů: 5. a 6. června roku 1944.

## Hrají

### Britové
| Herec             | Role                                                                   |
| ----------------- | ---------------------------------------------------------------------- |
| Patrick Barr      | Group captain James Martin Stagg                                       |
| Richard Burton    | Flight lieutenant (kapitán) RAF David Campbell                         |
| Bryan Coleman     | Ronald Callen                                                          |
| Sean Connery      | vojín Flanagan                                                         |
| Leo Genn          | brigádní generál Edwin P. Parker, Jr velitel 78. pěchotní divize.      |
| John Gregson      | britský kněz                                                           |
| Donald Houston    | RAF pilot na letišti                                                   |
| Simon Lack        | maršál letectva Trafford Leigh-Mallory, velitel spojeneckého letectva  |
| Peter Lawford     | generál Lord Lovat, velitel 1. speciální brigády                       |
| Michael Medwin    | vojín Watney                                                           |
| Kenneth More      | kapitán (RN) Colin Maud                                                |
| Louis Mounier     | maršál letectva Arthur William Tedder, Deputy Supreme Allied Commander |
| Leslie Phillips   | důstojník Royal Air Force                                              |
| Trevor Reid       | maršál Bernard Montgomery, velitel pozemních spojeneckých sil          |
| John Robinson     | admirál Bertram Ramsay, velitel spojeneckého loďstva                   |
| Norman Rossington | vojín Clough                                                           |
| Richard Todd      | major John Howard                                                      |
| Richard Wattis    | britský parašutista                                                    |

### Američané
| herec           | role                                                                                             |
| --------------- | ------------------------------------------------------------------------------------------------ |
| Eddie Albert    | plukovník Thompson                                                                               |
| Paul Anka       | U.S. Army Ranger                                                                                 |
| Richard Beymer  | vojín Schultz                                                                                    |
| Red Buttons     | vojín parašutista John Steele                                                                    |
| Ray Danton      | kapitán Frank                                                                                    |
| Fred Dur        | U.S. Army Ranger major                                                                           |
| Fabian Forte    | U.S. Army Ranger                                                                                 |
| Mel Ferrer      | generálmajor Robert Haines                                                                       |
| Henry Fonda     | brigádní generál Theodore Roosevelt Jr., zástupce velitele 4. pěchotní divize                    |
| Steve Forrest   | kapitán Harding                                                                                  |
| Henry Grace     | generál Dwight D. Eisenhower, vrchní velitel spojeneckých vojsk                                  |
| Peter Helm      | mladý GI                                                                                         |
| Jeffrey Hunter  | seržant (později poručík) John H. Fuller                                                         |
| Alexander Knox  | generálporučík Walter Bedell Smith, náčelník Eisenhowerova štábu                                 |
| Dewey Martin    | vojín Wilder                                                                                     |
| Roddy McDowall  | vojín Morris                                                                                     |
| John Meillon    | admirál Alan G. Kirk, Senior U.S. Naval Commander                                                |
| Sal Mineo       | vojín Martini                                                                                    |
| Robert Mitchum  | brigádní generál Norman Cota, zástupce velitele 29. pěchotní divize                              |
| Edmond O'Brien  | generálmajor Raymond O. Barton velitel 4. pěchotní divize                                        |
| Ron Randell     | Joe Williams                                                                                     |
| Robert Ryan     | brigádní generál James M. Gavin, velitel 82. vzdušné výsadkové divize                            |
| Tommy Sands     | U.S. Army Ranger                                                                                 |
| George Segal    | U.S. Army Ranger                                                                                 |
| Rod Steiger     | velitel torpédoborce                                                                             |
| Nicholas Stuart | generálporučík Omar N. Bradley, velitel 1. americké armády                                       |
| Tom Tryon       | poručík Wilson                                                                                   |
| Robert Wagner   | U.S. Army Ranger                                                                                 |
| John Wayne      | plukovník Benjamin Vandervoort, velitel praporu, 82. výsadková divize Spojených států amerických |
| Stuart Whitman  | poručík Sheen                                                                                    |

### Francouzi
| herec               | role                                                             |
| ------------------- | ---------------------------------------------------------------- |
| Arletty Bathiat     | paní Barraultová                                                 |
| Jean-Louis Barrault | kněz Louis Roulland                                              |
| Bourvil             | starosta Colleville                                              |
| Pauline Carton      | uklízečka                                                        |
| Irina Demick        | Janine Boitard (Résistance)                                      |
| Fernand Ledoux      | Louis                                                            |
| Christian Marquand  | kapitán Philippe Kieffer velitel francouzského námořního komanda |
| Madeleine Renaud    | abatyše                                                          |
| Georges Rivière     | seržant Guy de Montlaur                                          |
| Jean Servais        | kontradmirál Janjard                                             |
| Georges Wilson      | Alexandre Renaud                                                 |

### Němci
| herec                    | role                                     |
| ------------------------ | ---------------------------------------- |
| Hans Christian Blech     | major Werner Pluskat                     |
| Wolfgang Büttner         | generálporučík Dr. Hans Speidel          |
| Gert Fröbe               | podplukovník "Kaffeekanne"               |
| Paul Hartmann            | Gerd von Rundstedt, generál-polní maršál |
| Werner Hinz              | Erwin Rommel, generál-polní maršál       |
| Karl John                | generálporučík Wolfgang Häger            |
| Curd Jürgens             | generál pěchoty Günther Blumentritt      |
| Til Kiwe                 | náčelník Helmuth Lang                    |
| Wolfgang Lukschy         | generálplukovník Alfred Jodl             |
| Kurt Meisel              | Ernst Düring                             |
| Richard Münch            | generál dělostřelectva Erich Marcks      |
| Hartmut Reck             | Bernhard Bergsdorf                       |
| Heinz Reincke            | plukovník Josef Priller                  |
| Ernst Schröder           | generálplukovník Hans von Salmuth        |
| Heinz Spitzner           | Helmuth Meyer                            |
| Wolfgang Preiss          | generálmajor Max Pemsel                  |
| Peter van Eyck           | podplukovník Ocker                       |
| Vicco "Loriot" von Bülow | německý důstojník                        |

## Obsazení
- Jméno podplukovníka Kaffeekanne znamená v překladu konvička na kávu, protože ji vždycky přinese.
- V Sainte-Mère-Église vojín John Steele ze 82. výsadková divize (hraje jej Red Buttons) je uctěn místními lidmi, kteří pověsili padák na věžičku kostela, kde omylem přistál.
- Richard Todd, který hraje majora Johna Howarda, velitele jednotky parašutistů v operaci Pegasus Bridge, sehrál roli ve skutečné operaci ve Dni D. Todd byl požádán, aby zahrál sám sebe, ale odmítl to s tím, že tato role je pro něj moc malá, raději požádal, zda by místo toho nemohl hrát majora Johna Howarda. Krátce poté co Britové obsadili most Orne ve filmu, jeden z vojáků řekl Toddovi, že všichni musí sedět těsně u sebe a čekat na 7. paradesantní prapor, který jim přijde na pomoc. Voják řekl, že to nemá cenu, že ze 7. oddílu chodí vždycky pozdě. Toto byl osobní vojákův vtip, protože Todd za války sloužil u 7. oddílu a pomáhal osvobodit most. Během scény Todda jako Howarda, který čeká na pláži, je herec vedle něj v baretu ten, který hraje právě Todda.
- Joseph Lowe se vylodil na Omaha Beach a zdolal útesy u Pointe du Hoc v Den D. Totéž si pak zopakoval i před filmovými kamerami o 17 let později.
- Herec Curd Jürgens hraje německého generála Blumentritta, který se vzteká nad neschopností jeho velení. Jürgens sám byl během války nacisty uvězněn.
- Ve filmu hraje také budoucí James Bond Sean Connery spolu s Bondovými dvěma protivníky: Curd Jürgens, který hraje šíleného průmyslníka Karla Stromberga ve filmu Špion, který mě miloval a Gert Fröbe, který hraje Aurica Goldfingera ve filmu Goldfinger.
- Americký prezident Dwight D. Eisenhower byl požádán, aby zde zahrál sama sebe. Chtěl si zahrát. Nicméně, bylo rozhodnuto, že maskéři ho nedokáží udělat mladšího, aby odpovídal tomu, jak vypadal během 2. světové války. Roli generála Eisenhowera nakonec hrál člověk bez hereckých zkušeností, který pracoval ve filmovém průmyslu od poloviny 30. let.
- Role plukovníka Benjamin H. Vandervoorta byla svěřena herci Charltonu Hestonovi, ale v poslední minutě bylo rozhodnuto, že John Wayne bude hrát tuto roli místo něj.
- I když všichni herci souhlasili s platem 10 000 USD, John Wayne požadoval 250 000 USD. Zanuck nesouhlasil a připomněl mu jeho neúspěchy s filmem Alamo.
- Uznávaný britský herec Christopher Lee byl požádán hrát roli ve filmu. Nepřijal ji, protože se domníval, že nevypadá jako voják, i když sloužil v Royal Air Force jako důstojník rozvědky.
- Byl to poslední film Seana Conneryho předtím, než se stal Jamesem Bondem.

## Natáčení
- Během natáčení vylodění na Omaha Beach, nechtěli američtí vojáci skákat do moře z lodí, protože se báli, že mořská voda je příliš studená. Robert Mitchum, který hrál generála Normana Cota, byl znechucen z jejich malé odvahy. Skočil první a vojáci neměli jinou volbu než skočit za ním.
- Rozpočtem $10,000,000 byl tento snímek nejdražším černobílým filmem do roku 1993, kdy byl natočen Schindlerův seznam.

## Ocenění
- Oscar za nejlepší režii (1962): Ted Haworth, Léon Barsacq, Vincent Korda a Gabriel Béchir (nominovaní)
- Oscar za nejlepší kameru (1962): Jean Bourgoin
- Oscar za nejlepší kameru (1962): Walter Wottitz
- Oscar za nejlepší střih (1962): Samuel E. Beetley (nominace)
- Oscar za nejlepší film (1962): (nominace)
- Oscar za nejlepší speciální efekty (1963)

## Hudba ve filmu
Hudba byla napsána Paulem Ankou. Zazní v něm i známá anglická verze písně Škoda lásky českého skladatele Jaromíra Vejvody.